# Friedrich Behn

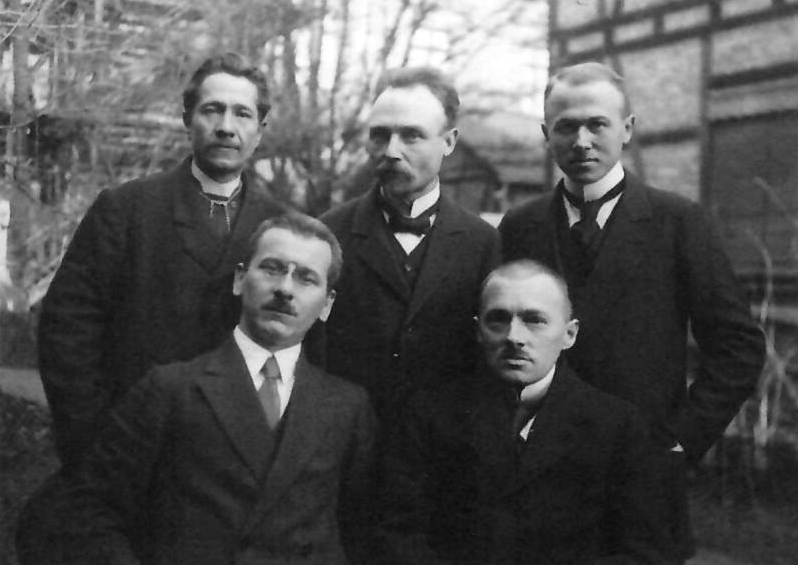
Friedrich Behn (vorne links) mit Kollegen (unter anderem Peter Thaddäus Keßler (hinten links) und Gustav Behrens (vorne rechts)). Aufnahme von 1918

Friedrich Behn (* 14. Februar 1883 in Neustrelitz; † 20. August 1970 in Mainz) war ein deutscher Prähistoriker.

## Leben
Behn, Sohn des Oberpostsekretärs Friedrich Behn und dessen Ehefrau Maria Heister, besuchte zeitweilig das Gymnasium in Neustrelitz, legte das Abitur jedoch 1901 in Hamburg ab, wohin sein Vater 1895 versetzt worden war. Er begann noch im selben Jahr an der Universität Rostock mit dem Studium der Klassischen Archäologie sowie der Theologie und der Musik, das er ab dem Sommersemester 1902 an der Ruprecht-Karls-Universität Heidelberg fortsetzte. Im Oktober 1902 kehrte er nach Rostock zurück, verließ die Universität jedoch zum Sommersemester 1903 wieder in Richtung Heidelberg. Während seines Studiums wurde er Mitglied der Akademisch-Musikalischen Verbindung Stauffia Heidelberg (im Sondershäuser Verband). Nach erneuter Rückkehr nach Rostock im Oktober 1903 beendete Behn 1906 schließlich sein Studium mit einer Promotion zum Thema Die ficoronische Cista bei Carl Watzinger. Nach einer Tätigkeit als Hauslehrer in Hamburg kam er 1909 als Volontär ans Römisch-Germanische Zentralmuseum (RGZM) in Mainz, wo er zunächst als wissenschaftlicher Hilfsarbeiter, dann wissenschaftlicher Mitarbeiter, Direktorialassistent und Kustos wirkte. Kurz vor dem Ersten Weltkrieg habilitierte sich Behn 1914 an der Technischen Hochschule Darmstadt im Fach Altertumskunde und Bodendenkmalpflege.

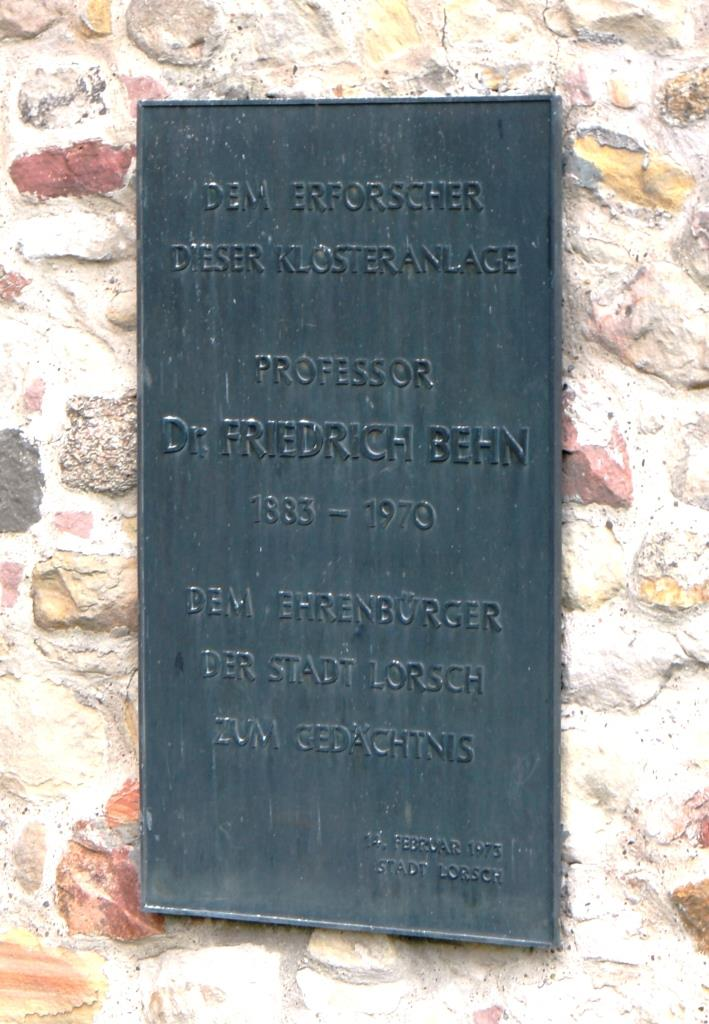
Gedenktafel für Friedrich Behn am Kloster Lorsch

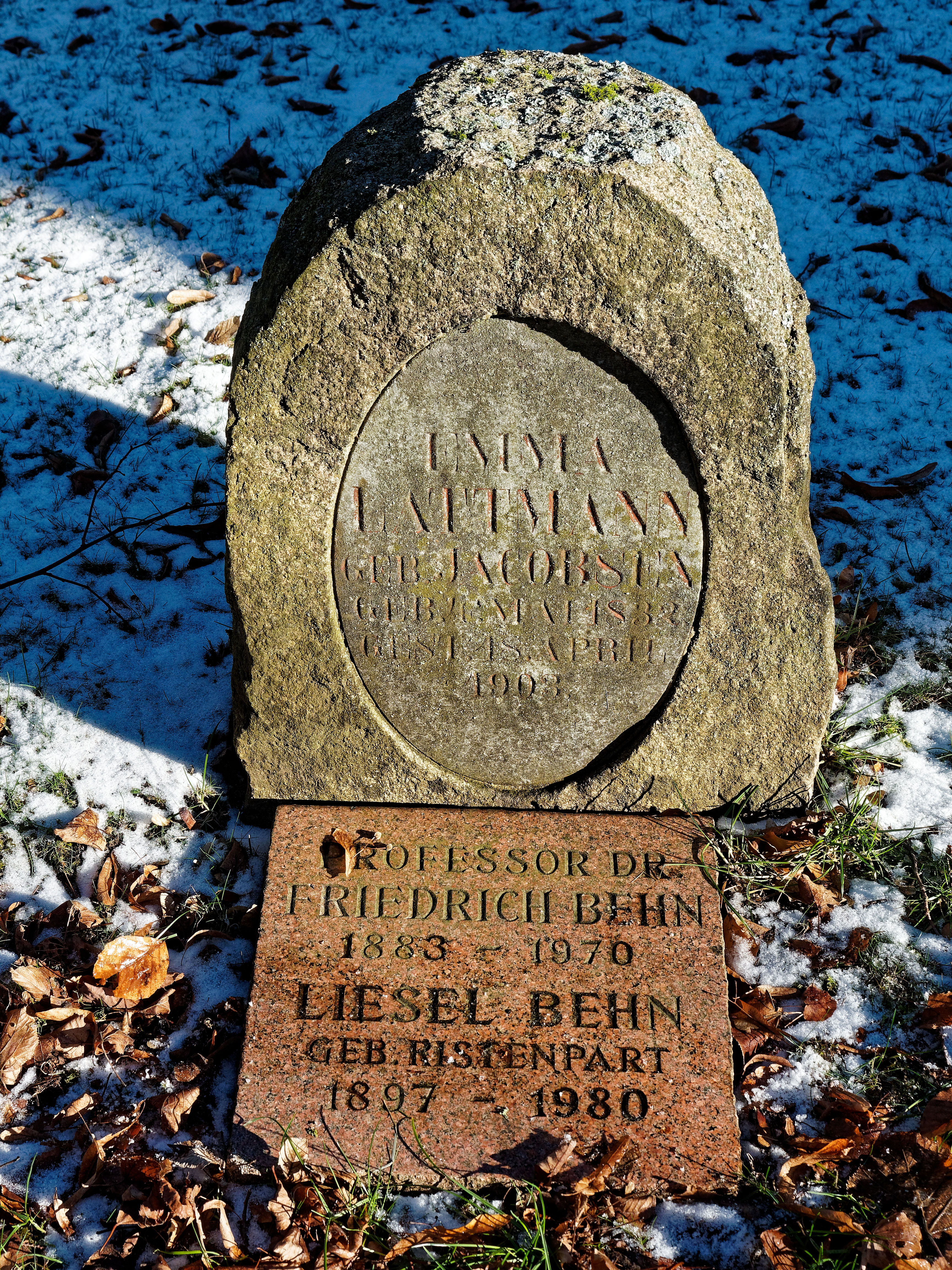
Grabstelle in Goslar

Nachdem er im Krieg in einer Vermessungsabteilung gedient hatte, erhielt er am 1. April 1920 den Professorentitel der TH Darmstadt. Ab 1922 wurden ihm am RGZM die Aufgaben der Denkmalpflege übertragen. Behn war dann bis 1945 für die Bodendenkmalpflege in Südhessen, zunächst in Starkenburg und schließlich auch in Rheinhessen, zuständig. In dieser Funktion führte er gemeinsam mit Karl Nahrgang in den Jahren 1924 und 1925 Ausgrabungen in der Burg Hagen (Dreieichenhain) durch. 1926 wurde er außerordentlicher Professor in Darmstadt. Von 1927 bis 1937 folgten Ausgrabungen im Kloster Lorsch – eine Pionierarbeit im Bereich der Mittelalterarchäologie. Mit Otto Müller führte er von 1931 bis 1933 auch Grabungen im Bereich der Einhardsbasilika in Steinbach bei Michelstadt durch.
Behn vertrat bereits in den 1920er Jahren völkische Ansichten. Ein Werk wie „Altgermanische Kunst“, das zwischen 1927 und 1936 in drei Auflagen erschien, „wollte die lange verschütteten Quellen einer germanischen Kunst mit ausgesprochen völkischer Eigenart neu zum Fließen bringen“.
Nach seiner Pensionierung 1948 wechselte er an die Universität Leipzig, wo er 1950 ordentlicher Professor wurde und den dortigen Lehrstuhl bis zu seiner Emeritierung 1954 innehatte, kommissarisch aber noch bis 1963 versah. Von 1949 bis 1957 war er zudem Direktor des Leipziger Instituts für Vor- und Frühgeschichte an der Universität. 1949 wurde Behn ordentliches Mitglied der Sächsischen Akademie der Wissenschaften, ab 1963 war er korrespondierendes Mitglied.
1963 kehrte er nach Mainz zurück, wo er am 15. August 1970 verstarb. Behn war seit 1922 mit Elisabeth Ristenpart (1897–1980) verheiratet. Behn und seine Frau sind auf dem Alten Friedhof in Goslar im Mausoleum der Familie Lattmann bestattet.

## Ehrungen
- 1965 wurde er zum Ehrenbürger von Lorsch ernannt.
- 1968 erhielt er die Ehrenplakette des Kreises Bergstraße.
- 1983 stiftete die Stadt Lorsch den Friedrich-Behn-Preis und die Friedrich-Behn-Medaille für Verdienste um die historische Erforschung des Klosters Lorsch.

## Schriften (Auswahl)
- Die ficoronische Cista. Archäologische Studie. Teubner, Leipzig 1907, (Dissertation, Rostock, Universität, 1907).
- Die Musik bei den Kulturvölkern des Altertums. Vortrag gehalten am 14. Dezember 1911 im Mainzer Altertums-Verein. von Zabern, Mainz 1912.
- Moritz Hoernes: Eisenzeit (= Kultur der Urzeit. Bd. 3 = Sammlung Göschen. Bd. 566). 3. Auflage. Neubearbeitet von Friedrich Behn. de Gruyter, Berlin 1912.
- Moritz Hoernes: Die Urgeschichte der Menschheit (= Sammlung Göschen. Bd. 42). 5., völlig neubearbeitete Auflage. Neubearbeitet von Friedrich Behn. de Gruyter, Berlin 1920.
- Moritz Hoernes: Bronzezeit (= Kultur der Urzeit. Bd. 2 = Sammlung Göschen. Bd. 565). 3. Auflage. Neubearbeitet von Friedrich Behn. de Gruyter, Berlin u. a. 1922.
- Urgeschichte von Starkenburg. Ein Heimatbuch (= Starkenburg in seiner Vergangenheit . 1, ZDB-ID 1490054-3). Schneider, Mainz 1925.
- Altgermanische Kunst. Lehmann, München 1927.
- Das Mithrasheiligtum zu Dieburg (= Römisch-germanische Forschungen. Band 1, ISSN 0176-5337). Walter de Gruyter, Berlin u. a. 1928 (Digitalisat).
- Altnordisches Leben vor 3000 Jahren. Kulturbilder aus germanischer Urzeit mit 40 Tafeln, München: Lehmann 1935.
- Kloster Lorsch (= Starkenburg in seiner Vergangenheit . 7). Schneider, Mainz 1936.
- Vor- und Frühgeschichte. Grundlagen – Aufgaben – Methoden. Eberhard Brockhaus, Wiesbaden, 1948.
- Vorgeschichtliches Maskenbrauchtum (= Berichte über die Verhandlungen der Sächsischen Akademie der Wissenschaften. Philologisch-Historische Klasse. Bd. 102, Nr. 1, ISSN 0138-5151). Akademie Verlag, Berlin 1955.
- Vorgeschichtliche Welt. Cotta, Stuttgart 1962.
- Römertum und Völkerwanderung. Mitteleuropa zwischen Augustus und Karl dem Großen. Cotta, Stuttgart 1963.
- Die Bronzezeit in Nordeuropa. Bildnis einer prähistorischen Hochkultur (= Urban-Bücher. 102, ZDB-ID 995319-X). Kohlhammer, Stuttgart u. a. 1967.